# Earl Blumenauer
Earl Blumenauer, né le 16 août 1948 à Portland, est un homme politique américain, représentant démocrate de l'Oregon à la Chambre des représentants des États-Unis de 1996 à 2025.

## Biographie
Earl Blumenauer est originaire de Portland, dans l'Oregon. Il y étudie et est diplômé de droit du Lewis & Clark College (en). De 1970 à 1977, il est l'assistant du président de l'université d'État de Portland. Il est également membre du comité des directeurs du Portland Community College (en) entre 1975 et 1981.
Il siège à la Chambre des représentants de l'Oregon de 1973 à 1978. Il est membre du conseil du comté de Multnomah de 1978 à 1985, puis du conseil municipal de Portland de 1986 à 1996. Il échoue à se faire élire maire de la ville en 1992.
Début 1996, Ron Wyden, représentant du 3e district de l'Oregon, est élu au Sénat. Blumenauer est candidat à la Chambre des représentants des États-Unis pour le remplacer. Il est élu lors d'une élection partielle avec 69,9 % des voix. Le district, centré sur Portland, est un bastion progressiste. Il est élu pour un mandat complet en novembre 1996 avec 66,9 % des suffrages. Sans candidat républicain face à lui, il est réélu en 1998 avec 83,9 % des voix. Réélu en 2000 et 2002, il réunit 66,8 % des suffrages aux deux élections. Depuis 2004, il est réélu à chaque élection avec un score compris entre 70 et 75 % des voix.
Après l'élection présidentielle de 2020, il fait partie des personnalités évoquées pour devenir secrétaire aux Transports des États-Unis dans l'administration Biden, mais Pete Buttigieg lui est finalement préféré,.
Le 30 octobre 2023, il annonce qu'il ne se représentera pas aux élections de 2024. En juillet 2024, il devient le neuvième représentant démocrate à appeler Joe Biden à se retirer de l'élection présidentielle de 2024. Il doit rejoindre l'Université d'État de Portland après la fin de son mandat au Congrès.

## Positions politiques

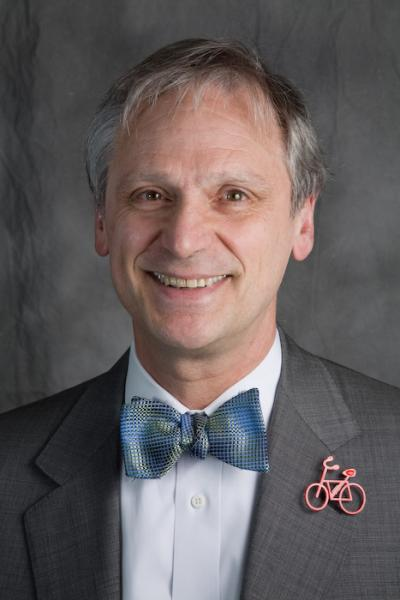
Earl Blumenauer en 2008.

Blumenauer est un démocrate libéral (au sens américain du terme),.
Il est de sensibilité écologiste. Il s'exprime en faveur des traités de libre-échange, comme le TPP, à condition qu'ils permettent d'augmenter les standards environnementaux
. Il propose une forte augmentation des taxes sur l'essence pour développer les transports en commun. Il est un ardent défenseur de l'utilisation du vélo pour lutter contre le changement climatique et l'obésité. Il crée le Congressional Bike Caucus (en), qui comprend en 2016 la majorité des membres de la Chambre des représentants. Il permet l'adoption du Bicycle Commuter Act, qui offre une réduction d'impôts aux sociétés aidant leurs employés à acquérir et à stationner leurs vélos. Déjà au conseil municipal de Portland, il était à l'initiative de l'augmentation des pistes cyclables.
Depuis son élection au Congrès, il est l'un des principaux partisans de la légalisation de la marijuana. En mai 2016, son amendement mettant fin à l'interdiction faite aux médecins de parler de marijuana thérapeutique aux vétérans est adopté.
Il se prononce pour davantage de contrôles sur la vente et la possession d'armes à feu. Il demande de l'« action » après la fusillade de l'Umpqua Community College.

## Vie privée
Earl Blumenauer est marié à Margaret Kirkpatrick. Ils ont ensemble deux enfants. Le représentant est réputé pour ses nœuds papillon et sa passion pour les vélos. Il est l'un des rares représentants à se rendre au Congrès en vélo et porte souvent un pin's en forme de vélo sur son costume.